# 바인더 클립

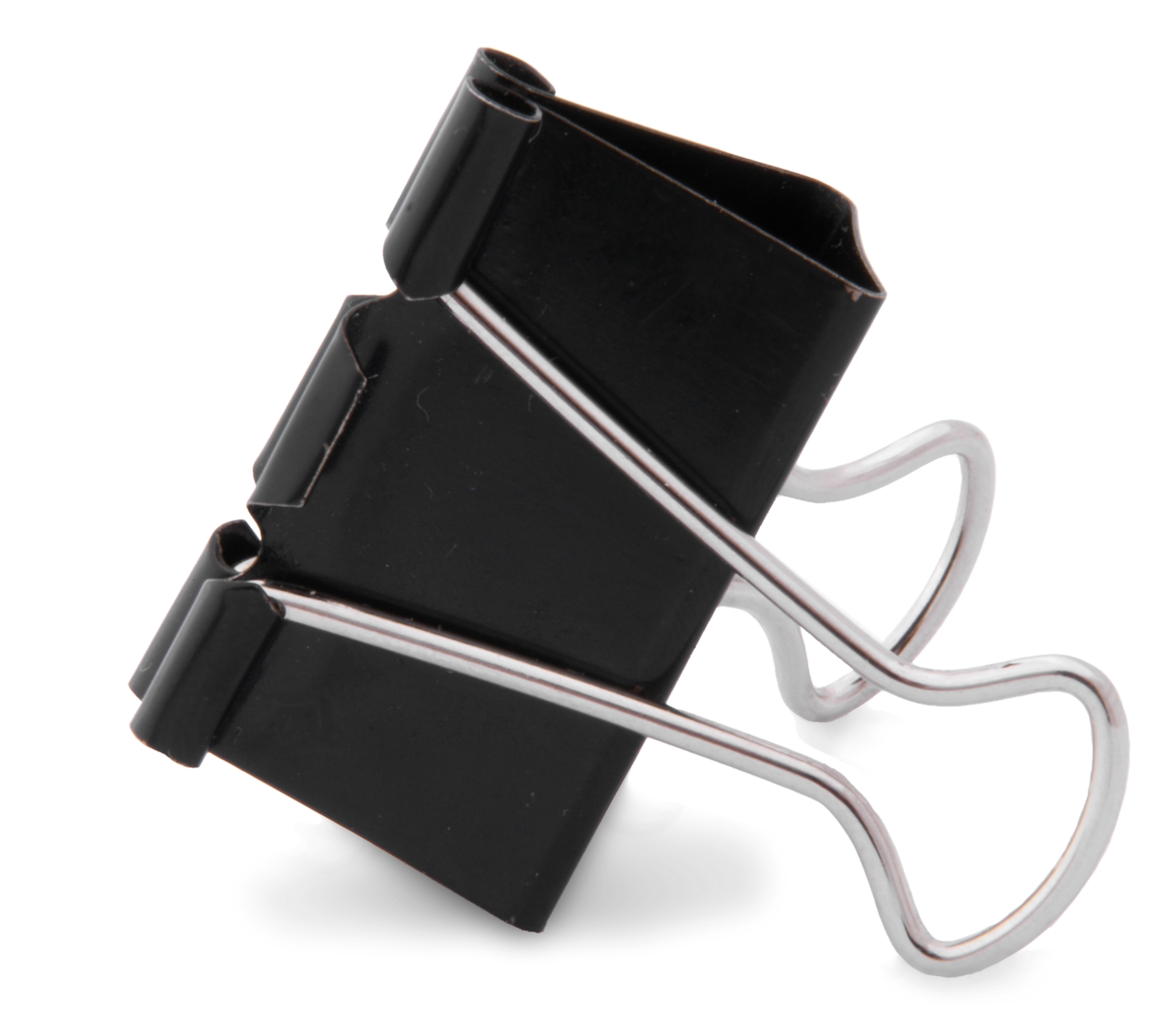

바인더 클립(Binder clip)은 여러 장의 종이를 함께 묶는 데 사용되는 간단한 장치이다. 스테이플과 달리 종이를 그대로 유지하고 빠르고 쉽게 제거할 수 있다.
클립을 접으면 핸드백과 닮았기 때문에 핸드백 클립이라고도 한다.

## 역사
1909년 종이를 묶는 방법은 종이에 구멍을 뚫고 끈으로 묶거나 바느질하는 방식이어서 종이 한 장을 떼어내는 일이 번거로웠다.
바인더 클립은 워싱턴 D.C. 지역 거주자인 엘리아스 하우(Elias Howe)의 손자 루이스 E. 발츨리(Louis E. Baltzley)가 1910년에 발명하고 특허를 받았다.
30개 이상의 다른 특허를 보유한 루이드 E. 발츨리는 처음에 L.E.B.를 통해 이 발명품을 생산했다. 이 최초의 바인더 클립에는 "L.E.B."라는 스탬프가 찍혀 있다. 강판의 한쪽면에. 제조권은 나중에 다른 회사에 라이센스가 부여되었다.